# Patrician
Patrician es una serie de videojuegos de PC. Este videojuego fue desarrollado en sus tres primeras partes por Ascaron y la cuarta parte fue desarrollada por Kalypso Media. Es un simulador de comercio marítimo en tiempo real por ciudades del norte de Europa, como Londres, Hamburgo, Oslo y Lubeck, entre otras, inspirado en la antigua Liga Hanseática que existió a fines de la Edad Media, formada por comerciantes afiliados a sus gremios, (siglos XIV y XV). Esta serie cuenta con más de un millón de jugadores en todo el mundo.
La serie cuenta con cuatro entregas:
- The Patrician (1992)
- Patrician II: Fortuna poder y victoria (2000)
- Patrician III: Imperio de los Mares (2003)
- Patrician IV (2010)

Actualmente solo Patrician IV se encuentra disponible en su página oficial.
También existió una versión online del juego llamada The Patrician Online, ofrecida por Gamigo en alianza con Kalypso Media.

## Sinopsis
Eres un mercader de 19 años de edad de una ciudad del norte de Europa y deberás abrirte paso entre los demás mercaderes de la Liga Hanseática para convertirte en un gran mercader, pudiendo llegar a ser notable, patricio o, incluso, alcalde de tu ciudad de residencia, así como poder optar a convertirte en el gobernador de la Liga Hanseática. Para alcanzar este objetivo deberás conseguir el reconocimiento de los habitantes de las ciudades, ya sean ricos, de clase media o pobres, y tratar de conseguir beneficios mediante el comercio marítimo o terrestre, la producción de víveres o materias primas, la construcción de edificios públicos o la culminación de misiones. Puedes elevar tu estatus mediante fiestas en tu honor en tu ciudad y manteniéndola abastecida de productos de primera, segunda o tercera necesidad. También puedes enriquecerte mediante la piratería y el contrabando de víveres y armas.

## Rangos y reputación

### Rangos
En el Patrician III, existen ocho rangos que irás obteniendo a medida que alcances determinados niveles económicos como reputación tengas entre los habitantes. Los rangos son:
- Mercader: Rango con el que comienzas. Hacer lo básico como comerciar, construir, y organizar algunas fiestas o piratear.
- Maestro Mercader: Lo adquieres cuando alcanzas un capital de 100.000. Se consigue más fácil organizando fiestas y construyendo.
- Patrono: Es adquirido cuando tu compañía adquiere un valor de 200.000.
- Notable: Tu compañía vale 300.000 y eres miembro del Gremio de la ciudad(es más fácil entrar desde el principio porque sale más barato). Cuentas con permisos en casi todas las ciudades.
- Consejero: Eres miembro del consejo de la ciudad. Debes tener un valor de 500.000. Además, puedes acceder al rango de Alcalde (teniendo gran reputación entre los ciudadanos) y relacionarte con el Príncipe ya sea para vender productos como para ofrecer préstamos.
- Patricio: Riqueza de más de 900.000 y una gran reputación entre todos los grupos sociales. Con este rango es más factible lograr estar entre los cuatro candidatos a Alcalde de tu ciudad. La mejor manera de ser alcalde es construyendo hospitales, iglesias, o ampliaciones antes de las elecciones. También puedes sobornar unas dos semanas antes a algún miembro del consejo en los baños públicos, nunca por menos de 50.000 monedas.
- Alcalde: Eres el máximo responsable de tu ciudad. Se elige por votación de los ciudadanos.
- Gobernador: Se hace por votación de los alcaldes de todas las ciudades, previamente tienes que cumplir con éxito dos misiones. Si tienes el grado distinguido o superior tienes el puesto casi asegurado.

### Reputación
La reputación que obtengas es el reflejo de tus acciones en la Hansa. Siempre estarás variando entre los diversos títulos. Son dieciséis títulos, agrupados en dos conjuntos:
| Lado Bueno     | Lado Malo  |
| -------------- | ---------- |
| Inexperto      | Inexperto  |
| Emprendedor    | Osado      |
| Competente     | Astuto     |
| Experimentado  | Ambicioso  |
| Distinguido    | Codicioso  |
| Eminente       | Arrogante  |
| Ilustre        | Siniestro  |
| Extraordinario | Despiadado |

Tanto el lado bueno como el malo tiene sus ventajas y desventajas. En el malo te costará subir de rango pero los piratas no te molestaran, mientras que en el bueno será todo lo contrario.

## Requisitos del sistema

### The Patrician
- Sistema DOS o Windows
- 9 Mb en Disco Duro

### Patrician II: Fortuna, poder y victoria
- Windows 95/98/2000/Me
- Pentium II de 233 MHz / AMD K6-2
- 32 Mb de RAM
- Tarjeta Vídeo de 4 Mb
- 380 Mb en Disco Duro
- Lector de CD de 4x
- DirectX 7.0

### Patrician III: Imperio de los Mares
- Windows 98/Me/XP/Vista/7
- Pentium II 233MHz / AMD K6-2
- 64 Mb de RAM
- Tarjeta Vídeo de 8 Mb
- 600 Mb en Disco Duro
- Lector de CD de 4x
- DirectX 9.0